# W Mensae
W Mensae är en eruptiv variabel av RCB-typ (RCB) i stjärnbilden Taffelberget.
W Mensae finns på 168 000 ljusårs avstånd, i granngalaxen Stora magellanska molnet. Trots stjärnans stora luminositet är stjärnan på grund av det stora avståndet bara av magnitud +13,4. I förmörkelsefasen når den ner under 18,3. Variabeln upptäcktes 1927 av den holländsk-amerikanske astronomen Willem Jacob Luyten.